# Dirk Eigenbrodt
Dirk Eigenbrodt (* 10. April 1969 in Frankfurt (Oder)) ist ein ehemaliger deutscher Boxer. 

## Werdegang
Dirk „Ecke“ Eigenbrodt begann als Jugendlicher in seiner Heimatstadt mit dem Boxen. Er besuchte die Kinder- und Jugend-Sportschule in Frankfurt (Oder), trat dann in die Nationale Volksarmee ein und wurde Mitglied des Armee-Sportklubs ASK Vorwärts Frankfurt (Oder). Trainiert wurde er dort hauptsächlich von Karl-Heinz Krüger. Eigenbrodts größter Erfolg im Nachwuchsbereich war der Gewinn einer Bronzemedaille im Mittelgewicht bei der Junioren-Weltmeisterschaft 1987 in Havanna.
Eigenbrodt trainierte beim Boxring Eintracht Frankfurt (Oder), wurde 1993 in Bochum und 1994 in Berlin mit Finalsiegen gegen Bert Schenk bzw. Marcel Bellack jeweils Deutscher Meister im Mittelgewicht und gewann mit einem Finalsieg gegen Sven Ottke auch den Chemiepokal 1993 in Halle (Saale). Darüber hinaus wurde er mit dem Boxring Frankfurt (Oder), der sich später in Boxring Brandenburg umbenannte, in den Jahren 1992, 1994 und 1995 deutscher Mannschaftsmeister.
Den größten Erfolg seiner Karriere erzielte er bei der Europameisterschaft 1993 in Bursa, als er sich gegen Tamaz Boudadze, Raymond Joval, Alexander Dawidenko und Alexander Lebsjak durchsetzen und die Goldmedaille im Mittelgewicht gewinnen konnte. Bei der Militär-Weltmeisterschaft der CISM 1994 in Tunis unterlag er im Finale knapp mit 5:6 gegen Alexander Lebsjak und wurde Vize-Weltmeister im Mittelgewicht.
Bei der Weltmeisterschaft 1995 in Berlin schlug er Brian Magee, Zsolt Erdei und Gheorghe Oprea, ehe er im Viertelfinale mit 1:2 gegen Mohamed Mesbahi auf einem 5. Platz ausschied. Einen letzten bedeutenden Erfolg erzielte er bei der Weltmeisterschaft 1997 in Budapest, als er nach Siegen gegen Rudolf Kraj, Iulian Ionita und Dmitri Strelchinin, erst im Halbfinale mit 5:7 gegen Zsolt Erdei unterlag und eine Bronzemedaille im Mittelgewicht gewann.

## Sonstiges
Nach Beendigung seiner Laufbahn, während der er Bundeswehr-Angehöriger war, trat er in den Dienst der Bundeszollverwaltung und ist heute Zollbeamter in Hamburg. Er übernahm auch ein Traineramt bei dem jungen Boxclub TSV Hittfeld, dessen „Spiritus Rector“ er ist.
Er ist verheiratet mit Dörte Eigenbrodt und hat eine Tochter.